# Seznam zápasů české fotbalové reprezentace na mistrovství Evropy
Seznam zápasů české fotbalové reprezentace na mistrovství Evropy uvádí přehled výsledků české fotbalové reprezentace v zápasech na mistrovství Evropy (včetně kvalifikace).
Výsledky: x – x = vítěz Česko, x – x = remíza, nevybarveno = prohra.
| Datum utkání | Soupeř              | Výsledek                           | Soutěž                 | Místo utkání     | Střelci branek                                                                                 |
| ------------ | ------------------- | ---------------------------------- | ---------------------- | ---------------- | ---------------------------------------------------------------------------------------------- |
| 6.9.1994     | Malta               | 6 – 1                              | Kvalifikace na ME 1996 | Ostrava          | Daniel Šmejkal, Luboš Kubík, 3x Horst Siegl, Patrik Berger                                     |
| 12.10.1994   | Malta               | 0 – 0                              | Kvalifikace na ME 1996 | Ta' Qali         | Ne                                                                                             |
| 16.11.1994   | Nizozemsko          | 0 – 0                              | Kvalifikace na ME 1996 | Rotterdam        | Ne                                                                                             |
| 29.3.1995    | Bělorusko           | 4 – 2                              | Kvalifikace na ME 1996 | Ostrava          | Miroslav Kadlec, 2x Patrik Berger, Pavel Kuka                                                  |
| 26.4.1995    | Nizozemsko          | 3 – 1                              | Kvalifikace na ME 1996 | Praha            | Tomáš Skuhravý, Václav Němeček, Patrik Berger                                                  |
| 7.7.1995     | Lucembursko         | 0 – 1                              | Kvalifikace na ME 1996 | Lucemburk        | Ne                                                                                             |
| 16.8.1995    | Norsko              | 1 – 1                              | Kvalifikace na ME 1996 | Oslo             | Jan Suchopárek                                                                                 |
| 6.9.1995     | Norsko              | 2 – 0                              | Kvalifikace na ME 1996 | Praha            | Tomáš Skuhravý (penalta), Radek Drulák                                                         |
| 7.10.1995    | Bělorusko           | 2 – 0                              | Kvalifikace na ME 1996 | Minsk            | Martin Frýdek, Patrik Berger                                                                   |
| 15.11.1995   | Lucembursko         | 3 – 0                              | Kvalifikace na ME 1996 | Praha            | 2x Radek Drulák, Patrik Berger                                                                 |
| 9.6.1995     | Německo             | 0 – 2                              | ME 1996                | Manchester       | Ne                                                                                             |
| 14.6.1995    | Itálie              | 2 – 1                              | ME 1996                | Liverpool        | Pavel Nedvěd, Radek Bejbl                                                                      |
| 19.6.1996    | Rusko               | 3 – 3                              | ME 1996                | Liverpool        | Jan Suchopárek, Pavel Kuka, Vladimír Šmicer                                                    |
| 23.6.1996    | Portugalsko         | 1 – 0                              | ME 1996 – Čtvrtfinále  | Birmingham       | Karel Poborský                                                                                 |
| 26.6.1996    | Francie             | 0 – 0 (Po prodl.) na penalty 6 – 5 | ME 1996 – Semifinále   | Manchester       | Penalty - Luboš Kubík, Pavel Nedvěd, Patrik Berger Karel Poborský, Karel Rada, Miroslav Kadlec |
| 30.6.1996    | Německo             | 1 – 2                              | ME 1996 – Finále       | Londýn           | Patrik Berger                                                                                  |
| 6.9.1998     | Faerské ostrovy     | 1 – 0                              | Kvalifikace na ME 2000 | Toftir           | Vladimír Šmicer                                                                                |
| 10.10.1998   | Bosna a Hercegovina | 3 – 1                              | Kvalifikace na ME 2000 | Sarajevo         | Miroslav Baranek, Vladimír Šmicer, Pavel Kuka                                                  |
| 14.10.1998   | Estonsko            | 4 – 1                              | Kvalifikace na ME 2000 | Teplice          | 2x Patrik Berger, Pavel Nedvěd, Janek Meet (vlastní EST)                                       |
| 27.3.1999    | Litva               | 2 – 0                              | Kvalifikace na ME 2000 | Teplice          | Michal Horňák, Patrik Berger (penalta)                                                         |
| 31.3.1999    | Skotsko             | 2 – 1                              | Kvalifikace na ME 2000 | Glasgow          | Matt Elliott (vlastní SCO), Vladimír Šmicer                                                    |
| 5.6.1999     | Estonsko            | 2 – 0                              | Kvalifikace na ME 2000 | Tallinn          | Patrik Berger, Jan Koller                                                                      |
| 9.6.1999     | Skotsko             | 3 – 2                              | Kvalifikace na ME 2000 | Praha            | Tomáš Řepka, Pavel Kuka, Jan Koller                                                            |
| 4.9.1999     | Litva               | 4 – 0                              | Kvalifikace na ME 2000 | Vilnius          | 2x Pavel Nedvěd, 2x Jan Koller                                                                 |
| 8.9.1999     | Bosna a Hercegovina | 3 – 0                              | Kvalifikace na ME 2000 | Teplice          | Jan Koller, Patrik Berger (penalta), Karel Poborský                                            |
| 9.10.1999    | Faerské ostrovy     | 2 – 0                              | Kvalifikace na ME 2000 | Praha            | Jan Koller, Pavel Verbíř                                                                       |
| 11.6.2000    | Nizozemsko          | 0 – 1                              | ME 2000                | Amsterdam        | Ne                                                                                             |
| 16.6.2000    | Francie             | 1 – 2                              | ME 2000                | Bruggy           | Karel Poborský (penalta)                                                                       |
| 21.6.2000    | Dánsko              | 2 – 0                              | ME 2000                | Lutych           | 2x Vladimír Šmicer                                                                             |
| 12.10.2002   | Moldavsko           | 2 – 0                              | Kvalifikace na ME 2004 | Kišiněv          | Marek Jankulovski (penalta), Tomáš Rosický                                                     |
| 16.10.2002   | Bělorusko           | 2 – 0                              | Kvalifikace na ME 2004 | Teplice          | Karel Poborský, Milan Baroš                                                                    |
| 29.3.2003    | Nizozemsko          | 1 – 1                              | Kvalifikace na ME 2004 | Rotterdam        | Jan Koller                                                                                     |
| 2.4.2003     | Rakousko            | 4 – 0                              | Kvalifikace na ME 2004 | Praha            | 2x Jan Koller, Pavel Nedvěd, Marek Jankulovski (penalta)                                       |
| 11.6.2003    | Moldavsko           | 5 – 0                              | Kvalifikace na ME 2004 | Olomouc          | Vladimír Šmicer, Jan Koller (penalta), Jiří Štajner 2x Vratislav Lokvenc                       |
| 6.9.2003     | Bělorusko           | 3 – 1                              | Kvalifikace na ME 2004 | Minsk            | Pavel Nedvěd, Milan Baroš, Vladimír Šmicer                                                     |
| 10.9.2003    | Nizozemsko          | 3 – 1                              | Kvalifikace na ME 2004 | Praha            | Jan Koller (penalta), Karel Poborský, Milan Baroš                                              |
| 11.10.2003   | Rakousko            | 3 – 2                              | Kvalifikace na ME 2004 | Vídeň            | Marek Jankulovski, Štěpán Vachoušek, Jan Koller                                                |
| 15.6.2004    | Lotyšsko            | 2 – 1                              | ME 2004                | Aveiro           | Milan Baroš, Marek Heinz                                                                       |
| 19.6.2004    | Nizozemsko          | 3 – 2                              | ME 2004                | Aveiro           | Jan Koller, Milan Baroš, Vladimír Šmicer                                                       |
| 23.6.2004    | Německo             | 2 – 1                              | ME 2004                | Lisabon          | Marek Heinz, Milan Baroš                                                                       |
| 27.6.2004    | Dánsko              | 3 – 0                              | ME 2004 – Čtvrtfinále  | Porto            | 2x Milan Baroš, Jan Koller                                                                     |
| 1.7.2004     | Řecko               | 0 – 1 (Po prodl.)                  | ME 2004 – Semifinále   | Porto            | Ne                                                                                             |
| 2.9.2006     | Wales               | 2 – 1                              | Kvalifikace na ME 2008 | Teplice          | 2x David Lafata                                                                                |
| 6.9.2006     | Slovensko           | 3 – 0                              | Kvalifikace na ME 2008 | Bratislava       | 2x Libor Sionko, Jan Koller                                                                    |
| 7.10.2006    | San Marino          | 7 – 0                              | Kvalifikace na ME 2008 | Liberec          | Marek Kulič, Jan Polák, 2x Milan Baroš, 2x Jan Koller David Jarolím                            |
| 11.10.2006   | Irsko               | 1 – 1                              | Kvalifikace na ME 2008 | Dublin           | Jan Koller                                                                                     |
| 24.3.2007    | Německo             | 1 – 2                              | Kvalifikace na ME 2008 | Praha            | Milan Baroš                                                                                    |
| 28.3.2007    | Kypr                | 1 – 0                              | Kvalifikace na ME 2008 | Liberec          | Radoslav Kováč                                                                                 |
| 2.6.2007     | Wales               | 0 – 0                              | Kvalifikace na ME 2008 | Cardiff          | Ne                                                                                             |
| 8.9.2007     | San Marino          | 3 – 0                              | Kvalifikace na ME 2008 | Serravalle       | Tomáš Rosický, Marek Jankulovski, Jan Koller                                                   |
| 12.9.2007    | Irsko               | 1 – 0                              | Kvalifikace na ME 2008 | Praha            | Marek Jankulovski                                                                              |
| 17.10.2007   | Německo             | 3 – 0                              | Kvalifikace na ME 2008 | Mnichov          | Libor Sionko, Marek Matějovský, Jaroslav Plašil                                                |
| 17.11.2007   | Slovensko           | 3 – 1                              | Kvalifikace na ME 2008 | Praha            | Zdeněk Grygera, Marek Kulič, Tomáš Rosický                                                     |
| 21.11.2007   | Kypr                | 2 – 0                              | Kvalifikace na ME 2008 | Nikósie          | Daniel Pudil, Jan Koller                                                                       |
| 7.6.2008     | Švýcarsko           | 1 – 0                              | základní skupina A     | Basilej          | Václav Svěrkoš                                                                                 |
| 11.6.2008    | Portugalsko         | 1 – 3                              | základní skupina A     | Ženeva           | Libor Sionko                                                                                   |
| 15.6.2008    | Turecko             | 2 – 3                              | základní skupina A     | Ženeva           | Jan Koller, Jaroslav Plašil                                                                    |
| 7.9.2010     | Litva               | 0 – 1                              | Kvalifikace na ME 2012 | Olomouc          | Ne                                                                                             |
| 8.10.2010    | Skotsko             | 1 – 0                              | Kvalifikace na ME 2012 | Praha            | Roman Hubník                                                                                   |
| 12.10.2010   | Lichtenštejnsko     | 2 – 0                              | Kvalifikace na ME 2012 | Vaduz            | Tomáš Necid, Václav Kadlec                                                                     |
| 25.3.2011    | Španělsko           | 1 – 2                              | Kvalifikace na ME 2012 | Granada          | Jaroslav Plašil                                                                                |
| 29.3.2011    | Lichtenštejnsko     | 2 – 0                              | Kvalifikace na ME 2012 | České Budějovice | Milan Baroš, Michal Kadlec                                                                     |
| 3.9.2011     | Skotsko             | 2 – 2                              | Kvalifikace na ME 2012 | Glasgow          | Jaroslav Plašil, Michal Kadlec (penalta)                                                       |
| 7.10.2011    | Španělsko           | 0 – 2                              | Kvalifikace na ME 2012 | Praha            | Ne                                                                                             |
| 11.10.2011   | Litva               | 4 – 1                              | Kvalifikace na ME 2012 | Kaunas           | 2x Jan Rezek, Michal Kadlec (2x penalta),                                                      |
| 11.11.2011   | Černá Hora          | 2 – 0                              | Baráž na ME 2012       | Praha            | Václav Pilař, Tomáš Sivok                                                                      |
| 15.11.2011   | Černá Hora          | 1 – 0                              | Baráž na ME 2012       | Podgorica        | Petr Jiráček                                                                                   |
| 8.6.2012     | Rusko               | 1 – 4                              | ME 2012                | Vratislav        | Václav Pilař                                                                                   |
| 12.6.2012    | Řecko               | 2 – 1                              | ME 2012                | Vratislav        | Petr Jiráček, Václav Pilař                                                                     |
| 16.6.2012    | Polsko              | 1 – 0                              | ME 2012                | Vratislav        | Petr Jiráček                                                                                   |
| 21.6.2012    | Portugalsko         | 0 – 1                              | čtvrtfinále            | Varšava          | Ne                                                                                             |
| 9.9.2014     | Nizozemsko          | 2 – 1                              | Kvalifikace na ME 2016 | Praha            | Bořek Dočkal, Václav Pilař                                                                     |
| 10.10.2014   | Turecko             | 2 – 1                              | Kvalifikace na ME 2016 | Istanbul         | Tomáš Sivok, Bořek Dočkal                                                                      |
| 13.10.2014   | Kazachstán          | 4 – 2                              | Kvalifikace na ME 2016 | Astana           | Bořek Dočkal, David Lafata, Ladislav Krejčí, Tomáš Necid                                       |
| 16.11.2014   | Island              | 2 – 1                              | Kvalifikace na ME 2016 | Plzeň            | Pavel Kadeřábek, Jón Daði Böðvarsson (vlastní ISL)                                             |
| 28.3.2015    | Lotyšsko            | 1 – 1                              | Kvalifikace na ME 2016 | Praha            | Václav Pilař                                                                                   |
| 12.6.2015    | Island              | 1 – 2                              | Kvalifikace na ME 2016 | Reykjavík        | Bořek Dočkal                                                                                   |
| 3.9.2015     | Kazachstán          | 2 – 1                              | Kvalifikace na ME 2016 | Plzeň            | 2x Milan Škoda                                                                                 |
| 6.9.2015     | Lotyšsko            | 2 – 1                              | Kvalifikace na ME 2016 | Riga             | David Limberský, Vladimír Darida                                                               |
| 10.10.2015   | Turecko             | 0 – 2                              | Kvalifikace na ME 2016 | Praha            | Ne                                                                                             |
| 13.10.2015   | Nizozemsko          | 3 – 2                              | Kvalifikace na ME 2016 | Amsterdam        | Pavel Kadeřábek, Josef Šural, Robin van Persie (vlastní NED)                                   |
| 13.6.2016    | Španělsko           | 0 – 1                              | základní skupina D     | Toulouse         | Ne                                                                                             |
| 17.6.2016.   | Chorvatsko          | 2 – 2                              | základní skupina D     | Saint-Étienne    | Milan Škoda, Tomáš Necid (penalta)                                                             |
| 21.6.2016    | Turecko             | 0 – 2                              | základní skupina D     | Lens             | Ne                                                                                             |
| 22.3.2019    | Anglie              | 0 – 5                              | Kvalifikace na ME 2020 | Londýn           | Ne                                                                                             |
| 7.6.2019     | Bulharsko           | 2 – 1                              | Kvalifikace na ME 2020 | Praha            | 2x Patrik Schick                                                                               |
| 10.6.2019    | Černá Hora          | 3 – 0                              | Kvalifikace na ME 2020 | Olomouc          | Jakub Jankto, Boris Kopitović (vlastní), Patrik Schick                                         |
| 7.9.2019     | Kosovo              | 1 – 2                              | Kvalifikace na ME 2020 | Priština         | Patrik Schick                                                                                  |
| 10.9.2019    | Černá Hora          | 3 – 0                              | Kvalifikace na ME 2020 | Podgorica        | Tomáš Souček, Lukáš Masopust, Vladimír Darida (penalta)                                        |
| 11.10.2019   | Anglie              | 2 – 1                              | Kvalifikace na ME 2020 | Praha            | Jakub Brabec, Zdeněk Ondrášek                                                                  |
| 14.11.2019   | Kosovo              | 2 – 1                              | Kvalifikace na ME 2020 | Plzeň            | Alex Král, Ondřej Čelůstka                                                                     |
| 17.11.2019   | Bulharsko           | 0 – 1                              | Kvalifikace na ME 2020 | Sofie            | Ne                                                                                             |
| 14.6.2021    | Skotsko             | 2 – 0                              | základní skupina D     | Glasgow          | 2x Patrik Schick                                                                               |
| 18.6.2021    | Chorvatsko          | 1 – 1                              | základní skupina D     | Glasgow          | Patrik Schick (penalta)                                                                        |
| 22.6.2021    | Anglie              | 0 – 1                              | základní skupina D     | Londýn           | Ne                                                                                             |
| 27.6.2021    | Nizozemsko          | 2 – 0                              | osmifinále             | Budapešť         | Tomáš Holeš, Patrik Schick                                                                     |
| 3.7.2021     | Dánsko              | 1 – 2                              | čtvrtfinále            | Baku             | Patrik Schick                                                                                  |
| 24.3.2023    | Polsko              | 3 – 1                              | Kvalifikace na ME 2024 | Praha            | Ladislav Krejčí, Tomáš Čvančara, Jan Kuchta                                                    |
| 27.3.2023    | Moldavsko           | 0 – 0                              | Kvalifikace na ME 2024 | Kišiněv          | Ne                                                                                             |
| 17.6.2023    | Faerské ostrovy     | 3 – 0                              | Kvalifikace na ME 2024 | Tórshavn         | 2x Václav Černý, Ladislav Krejčí                                                               |
| 7.9.2023     | Albánie             | 1 – 1                              | Kvalifikace na ME 2024 | Praha            | Ladislav Krejčí                                                                                |
| 12.10.2023   | Albánie             | 0 – 3                              | Kvalifikace na ME 2024 | Tirana           | Ne                                                                                             |
| 15.10.2023   | Faerské ostrovy     | 1 – 0                              | Kvalifikace na ME 2024 | Praha            | Tomáš Souček (penalta)                                                                         |
| 17.11.2023   | Polsko              | 1 – 1                              | Kvalifikace na ME 2024 | Varšava          | Tomáš Souček                                                                                   |
| 20.11.2023   | Moldavsko           | 3 – 0                              | Kvalifikace na ME 2024 | Olomouc          | David Douděra, Tomáš Chorý, Tomáš Souček                                                       |
| 18.6.2024    | Portugalsko         | 1 – 2                              | základní skupina F     | Lipsko           | Tomáš Souček                                                                                   |
| 22.6.2024    | Gruzie              | 1 – 1                              | základní skupina F     | Hamburg          | Patrik Schick                                                                                  |
| 26.6.2024    | Turecko             | 1 – 2                              | základní skupina F     | Hamburg          | Tomáš Souček                                                                                   |